# 腕挫脚固
腕挫脚固（うでひしぎあしがため）は、柔道の関節技10本の1つである。講道館、国際柔道連盟 (IJF) における正式名。IJFにおける別正式名脚固（あしがため）、U.H. ashi gatame。IJF略号AGA。

## 概要
相手の腕に自分の両脚を絡めて、相手の肘関節を極める技。様々なバリエーションがあり、相手がうつ伏せや仰向けになっている体勢からかけることが出来る。
基本形は亀の姿勢になった相手の片腕をとり、自分の片脚を相手のもう片方の腕に巻くようにかけて、そのまま、相手の体の上に覆い被さる体勢になる。このとき、相手の腕に絡ませた自分の脚は、もう片方の脚と4の字のような形に組み、相手の肘の辺りを挟み、そのまま、体を反らせるようにして、相手の肘関節を逆に反らせて極める。または、亀になった相手の腋下のスペースに素早く脚を入れ、相手の片腕に引っ掛けて伸ばす。その状態から自分の下腹部で相手の腕を圧して肘関節を極める。特性上、重量級の選手に向いており、唯一無二と呼べる相性を誇る技である。とりわけ、斉藤仁がこの技を得意としていた。
着衣格闘技以外の格闘技では滅多に見ることのない技であるが、柔道出身の桜井マッハ速人は第3回全日本アマチュア修斗選手権の決勝戦で宇野薫にこの技でサブミッション勝ちして優勝している。また、プロレスラーの藤原喜明もこの技を得意としている。
柔道界において昭和60年に講道館が固め技の名称を制定する以前は「腕挫腹固」と呼ばれることが多かった。こののち腕挫脚固以外の腹を使って肘を極める技を腕挫腹固と呼ぶようになった。柔道以外の格闘技界ではその後も腕挫腹固や腹固めと呼ばれることが多い。柔道の書籍でも『上達する!柔道』（2006年）は「腕挫腹固」と呼んでいる。別名レッグ・フック・アームロック、フィギュア・フォー・アーム・バー 、腕挫体固（うでひしぎたいがため）。柔道家の川石酒造之助の書籍にある脚固は別の技である。
試合での実例
- グランプリ・ブダペスト2018男子100 kg超級3位決定戦

×ザルコ・カラム（スロベニア）　（3:03 脚固）　ロイ・メイヤー（オランダ）○
- 2018年世界柔道選手権大会バクー男子100 kg超級2回戦

○ウルジバヤル・ドゥレンバヤル（モンゴル）　（1:01 脚固）　ペドロ・ピネダ（ベネズエラ）×
相手の腕をひねる形で極めている。

## 変化

### 逆袈裟緘
逆袈裟緘（ぎゃくけさがらみ）は後袈裟固の体勢からの腕挫脚固。後袈裟固の体勢から相手の自分側の腕を伸ばして両脚で捉える。このとき、下になった脚に乗せて相手の上腕を浮かせ、もう片方の大腿部で相手の肘を極める。袈裟固の体勢から同様に極めた場合は腕挫膝固の袈裟緘となる。書籍『高専柔道の真髄』では逆袈裟緘も腕挫膝固としている。